# Svarttjärnen (Borgvattnets socken, Jämtland, 703027-148630)
Svarttjärnen är en sjö i Ragunda kommun i Jämtland och ingår i Indalsälvens huvudavrinningsområde.